# Хлопотов, Вадим Анатольевич
Вадим Анатольевич Хлопотов (род. 22 апреля 1994, Нижний Тагил, Свердловская область) — российский хоккеист, нападающий.

## Биография
Троюродный брат хоккеиста Дмитрия Юдина. Воспитанник «Спутника» Нижний Тагил. На ярмарке юниоров КХЛ 2011 года был выбран во втором раунде ярославским «Локомотивом». 30 июня 2011 года на импорт-драфте CHL был выбран под 43 номером клубом OHL «Сагино Спирит». В сезоне 2010/11 играл в МХЛ за «Локо», следующий сезон провёл в «Сагино Спирит». Перед сезоном 2012/13 подписал трёхлетний контракт с «Локомотивом». 27 сентября 2013 года дебютировал в КХЛ в гостевом матче с «Торпедо» (0:5). Сезон 2014/15 начал в партнёрском клубе из ВХЛ «Рязань», 24 декабря 2014 года подписал контракт с клубом «Атлант». 5 мая 2015 года вернулся в «Локомотив» и через месяц был обменян на денежную компенсацию в ЦСКА. Провёл 10 матчей в КХЛ и 57 в ВХЛ за чеховскую «Звезду». 9 декабря 2916 года перешёл в «Сибирь» в обмен на денежную компенсацию. 1 мая 2017 года был обменян обратно в ЦСКА. В 15 матчах за «Звезду» набрал 16 (9+7) очков. 20 октября 2017 года был обменян в «Сочи», подписав контракт до конца сезона.15 февраля 2018 года продлил контракт на два года. В январе 2019 года был отправлен в «Рязань» для получения игровой практики. 14 ноября 2019 года расторг контракт. В сезоне 2019/20 играл в ВХЛ за «Тамбов» и «Сарыарку». 19 мая 2020 года перешёл в тюменский «Рубин», в сезоне 2021/22 стал обладателем Кубка Петрова. 27 июня 2022 года подписал односторонний однолетний контракт с «Адмиралом». Сыграл в сентябре три матча, затем выступал в ВХЛ за тольяттинскую «Ладу». 2 мая 2023 года перешёл в «Металлург» Новокузнецк.
Бронзовый призёр молодёжного чемпионата мира 2014.